# Berriwillock
Berriwillock is een plaats in de Australische deelstaat Victoria en telt 352 inwoners (2006).